# Houghton Hall (Norfolk)

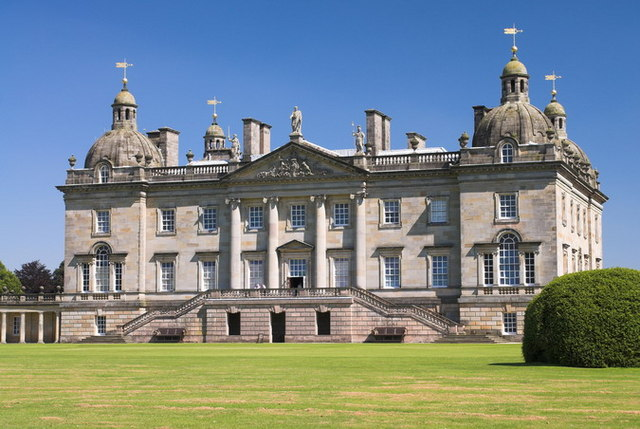
A fachada de Houghton Hall em 2007.

Houghton Hall é um palácio rural inglês, situado em Norfolk. Foi construído para o primeiro de facto Primeiro-ministro Britânico, Sir Robert Walpole, e é um edifício-chave na história da Arquitectura Palladiana na Inglaterra. É um listed building classificado com o Grau I .
Os arquitecto que mais influenciaram o desenvolvimento inicial dos planos e construção em Houghton foram:
- Colen Campbell, que começou o edifício (1722);
- James Gibbs, que acrescentou as cúpulas;
- William Kent, que desenhou os interiores (cerca de 1725-1735).

Houghton Hall fica no West Norfolk, a norte da estrada A148, que liga King's Lynn a Cromer. Um sinal turístico de cor castanha indica a estrada para o palácio na aldeia de Harpley.

## História

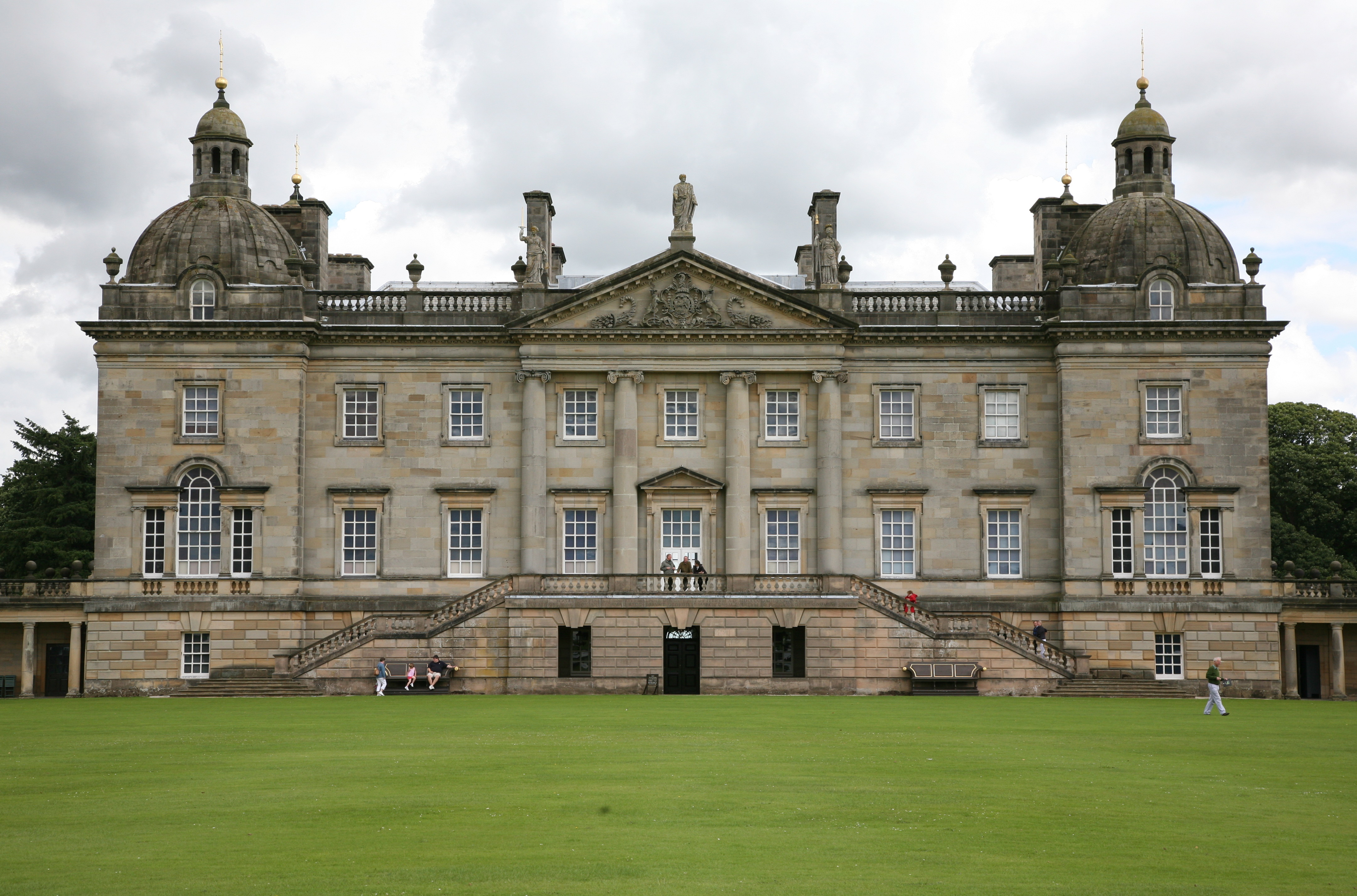
Vista frontal da fachada ocidental.

Construída nas proximidades da pequena aldeia de Houghton, a residência pertenceu originalmente a Carlos I. Quando Sir Robert a herdou do pai, em 1700, mandou demolir o que restava da primeira construção e encomendou a construção duma nova residência. Todavia, os trabalhos só se iniciaram em 1708, quando Walpole, então no auge da sua carreira política, pensou edificar um edifício maior e sumptuosíssimo que fosse o símbolo e o espelho da sua ascensão. Isso também explica o facto da pedra de fundação da nova construção carregue a data, muito posterior, de 1722, ano em que Walpole subiu ao alto da sua fama.
Em 1717, o arquitecto William Kent desenhou os interiores do novo palácio, encomendados propositadamente por Walpole para hospedar a sua famosíssima colecção de pinturas. Na realização desta residência colaboraram outros grandes arquitectos como Henry Bell, James Gibbs e Colen Campbell, embora grande parte do edifício tenha sido supervisionada pelo arquitecto Thomas Ripley, o qual também realizou Wolterton Hall, um outro palácio encomendado por Horatio Walpole, o irmão mais novo de Robert Walpole.

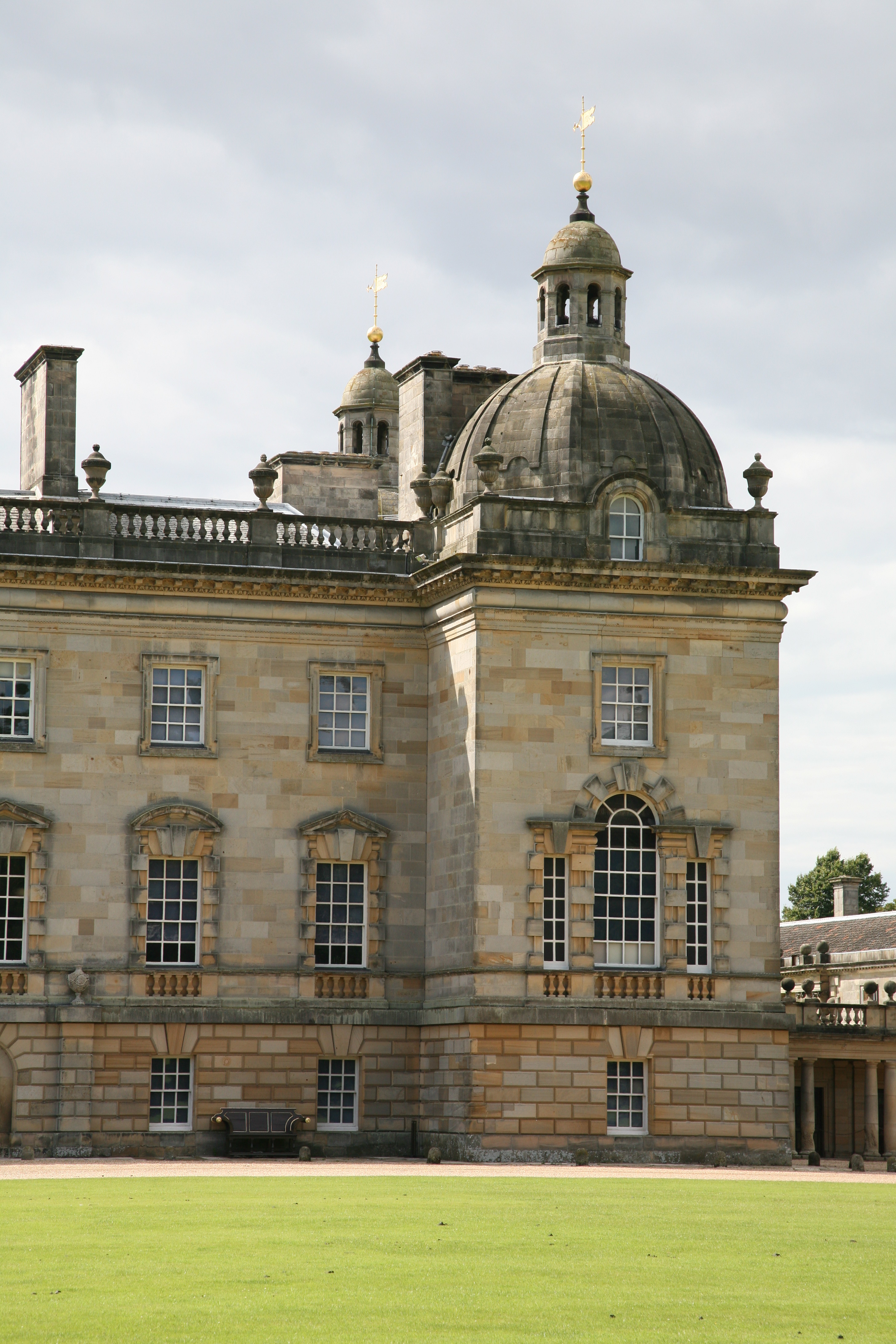
Detalhe da fachada oriental.

Quando Robert Walpole faleceu, em 1745, a residência foi herdada pelo seu filho Robert, segundo Conde de Orford, que morreu em 1751, deixando a propriedade ao 3º Conde de Orford, George Walpole, com o qual coincide o início de um longo período de decadência do palácio, testemunhado pela venda da valiosa colecção de pinturas à Rainha Catarina II da Rússia para pagar diversas dívidas da família, ocorrida em 1779, e pela demolição das sumptuosas escadarias das fachadas ocidental e oriental. Em 1797, o escritor Horace Walpole, que havia herdado a construção, conseguiu resgatar todas as dívidas que pendiam sobre a residência, salvando, assim, não só a propriedade, como todos os bens nela conservados, de enorme valor artístico e histórico.
Em 1814, o palácio foi oferecido a Arthur Wellesley, 1.º Duque de Wellington, como recompensa pela sua vitória naval contra a França. Todavia, embora o duque tivesse estado numerosas vezes hospedado em Houghton Hall e apreciasse o seu valor, a oferta foi declinada. Entretanto, a propriedade tinha passado, em 1797, para os Marqueses de Cholmondeley, descendentes directo de Sir Robert Walpole (a sua filha casara com o 3º Conde de Cholmondeley, George Cholmondeley), que ali instalaram a sua residência até aos nossos dias.
Por volta de 1860 Houghton Hall sofreu um renascimento devido à decisão da Família Real britânica de designar a vizinha Sandringham House como residência estival. O palácio permaneceu amplamente intocado, tendo permanecido "desaproveitado" apesar da paixão vitoriana pela remodelação e redecoração. Em 1970, Lady Sybyl Cholmondeley, esposa do 5º Marquês de Cholmondeley, ocupou-se do rstauro do palácio, encomendando a reconstrução da escadaria ao longo da fachada ocidental. Acualmente, a residência ainda é propriedade da Casa de Cholmondeley, que, no entanto, mantêm uma parte da estrutura e dos campos aberta ao público durante todo o ano.

### Arte e cultura
Em tempos, Houghton Hall conteve parte da grande colecção de pintura de Sir Robert Walpole, cujos descendentes venderam à czarina da Rússia para pagar algumas das dívidas da família. Incluído na actual colecção de pinturas está uma pintura a óleo de Thomas Gainsborough representando a sua própria família (cerca de 1751-1752).
A colecção de bustos romanos de Walpole também foi notável.
O crescimento da biblioteca de Houghton Hall ilustra bem a história da família que o construiu, modificou e manteve. Por exemplo, o Coronel Robert Walpole, pai de Sir Robert, verificou um livro sobre os Arcebispos de Bremen da biblioteca do Sidney Sussex College, de Cambridge, em 1667 ou 1668. O antigo livro da biblioteca foi descoberto em Houghton Hall, em meados da década de 1950, e foi prontamente devolvido à sua origem 288 anos depois.

## Descrição

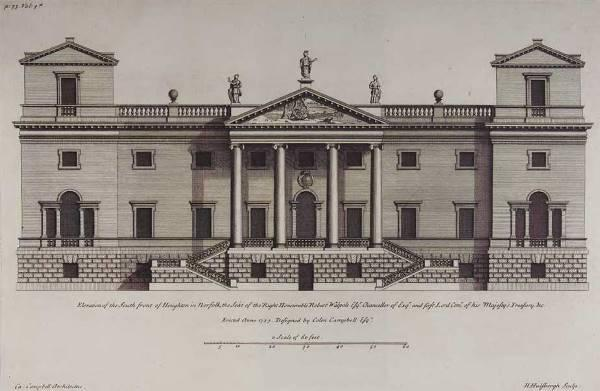
A fachada de Houghton Hall no Vitruvius Britannicus de Colen Campbell. No desenho final, as torres dos cantos foram substituídas por cúpulas.

O palácio é constituído por um bloco principal rectangular que consiste numa base rústica no nível térreo, acima do qual se eleva um andar nobre (piano nobile), um andar de quartos e um ático. Também existem duas alas laterais mais baixas que se juntam ao bloco principal por colunatas.
O exterior é, ao mesmo tempo, grandioso e contido, pontoado em cada esquina pelas torres desenhadas por Gibbs, fabricadas em pedra branco-prata de grão fino.
Em linha com as preferências de gosto da época, os interiores são muito mais coloridos, exuberantes e opulentos que os exteriores.
Na fachada ocidental estão colocadas três grandes esculturas de mármore representando Demóstenes, Minerva e uma alegoria da Justiça. No interior da residência é feito um grande uso das decorações em mogno, característica peculiar de Houghton Hall.
O salão de entrada foi desenhado por William Kent, em colaboração com J.M. Rysbrack, com decorações em estuque de Giuseppe Artari e contendo uma cópia em bronze do Laocoonte conservado nos Museus Vaticanos.